# Tradicionalizem
Tradicionalizem imenujemo filozofsko smer, ki so jo začeli intelektualci v 20. stoletju s prepričanjem, da so v zahodni družbi propadle tradicionalne oblike znanja, tako astetske, kakor tudi spiritualne. Temeljna filozofa sta bila Rene Guenon  in Ananda Coomaraswamy. Ostali vplivni filozofi so bili Titus Burckhardt, Martin Lings, Jean-Louis Michon, Marco Pallis, Huston Smith, Seyyed Hossein Nasr, Frithjof Schuon, Jean Borella in Julius Evola.  Centralni koncept filozofske šole je, da si v  večni filozofiji, ki temelji na starih verovanjih, vse velike svetovne religije delijo skupen izvor (v začetnem princu transcendentne povezave) in so v koreninah isti metafizični principi. Te ideje so v latinščini znane kot philosophia perennis. 

## Terminologija
Beseda »tradicija« ima poseben pomen za tradicionalistično šolo, z drugačnim pomenom kot v folklori, temveč poudarjenim globokim pomenom izraza . »Integralna Tradicija« nima človeškega izvora, temveč obstaja iz večnih principov božanskih izvorov. To je Schoun imenoval "transcendent unity". Proti “modernim napakom”, so Tradicionalisti predlagali “Prvobitno Tradicijo”, preneseno od prvih začetkov človeštva in delno ohranjeno z vsakim pristnim začetnikom nove religije. 
Tradicionalizem je imel močan, čeprav diskreten vpliv na raziskovalce primerjalne religiologije in delno na mladega Mirceaja Eliadeja, čeprav sam nikoli ni bil član te filozofske šole. 

## Kritike
Do devetdesetih let 20. stoletja raziskovalci niso namenili pozornosti širokemu fenomenu Tradicionalizma. Izdaji knjige Marka Sedgwicka “Against the Modern World” leta 2004 je sledilo mnogo odmevov in kontroverznosti. Nekateri kritiki s tradicionalističnimi pogledi so kritizirali metodologijo knjige in motive zanjo.